# Museu Nacional dos Povos Indígenas
O Museu Nacional dos Povos Indígenas, antigo Museu do Índio, é um órgão científico-cultural da Fundação Nacional dos Povos Indígenas, localizado na cidade brasileira do Rio de Janeiro. Foi criado pelo antropólogo brasileiro Darcy Ribeiro em 1953.
Única instituição do governo federal do Brasil exclusivamente dedicada às culturas indígenas, tem como objetivo divulgar uma imagem correta, atualizada e desprovida de preconceitos dessas sociedades junto a públicos diversos, despertando, dessa forma, o interesse pela causa indígena.

Inauguração do Museu do Índio, 1953. Arquivo Nacional.

Seu primeiro endereço foi um casarão na Rua Mata Machado (Aldeia Maracanã) no bairro do Maracanã. Em 1978, mudou-se para um sobrado do século XIX na Rua das Palmeiras, no bairro de Botafogo. O sobrado foi construído para servir de residência ao empresário da indústria alimentícia João Rodrigues Teixeira e tombado pelo Instituto do Patrimônio Histórico e Artístico Nacional.
Seu rico acervo, relativo à maior parte das sociedades indígenas brasileiras contemporâneas, é constituído de quatorze mil peças etnográficas; dezesseis mil publicações nacionais e estrangeiras especializadas em etnologia e outras áreas relacionadas na Biblioteca Marechal Rondon; cinquenta mil imagens em diversos meios, sendo três mil fotografias já digitalizadas e armazenadas em CD-ROMs; cerca de duzentos filmes, vídeos e gravações de som; bem como quinhentos mil documentos de texto com valor histórico sobre vários grupos indígenas e sobre a política indigenista do Brasil do final do século XIX até os dias de hoje.
Em onze salas do prédio principal, o Museu do Índio organiza mostras temporárias de peças e fotos, usando o acervo guardado em suas reservas técnicas. Nos jardins da instituição, há cinco ambientações: uma casa e roça guarani, cozinha e casa xinguanas, além de troncos do ritual xinguano Quarup.
O Museu do Índio lançou em 28 de novembro de 2018 o Acervo digital etnográfico dos povos indígenas no Brasil, um repositório online que contém vinte mil itens de cento e cinquenta povos indígenas e que permite o acesso e compartilhamento de valiosos itens da cultura e da história do país.

## Acervo Digital Etnográfico dos Povos Indígenas no Brasil
O repositório é primeiro acervo digital etnográfico no país sistematizado com tratamento museológico, e permite a realização de buscas com a utilização de filtros que vão desde o tipo de material do objeto, como cerâmicas, adornos, instrumentos musicais, etc., até pesquisas que exibem peças de acordo com os povos indígenas, como xavantes, guaranis, apurinãs e outros cento e quarenta e sete povos.
Para a organização do acervo foram adotadas classificações já consagradas na bibliografia etnológica, incluindo o Tesauro de Cultura Material dos Índios no Brasil, criado pelo próprio Museu do Índio e o Dicionário de Artesanato Indígena de Berta Ribeiro. Os itens do acervo têm em média vinte e cinco informações individuais, como o nome do povo, data de confecção, matéria prima do item, etc.
Além de coleções formadas por tipos de objetos, o acervo também reúne coleções feitas pelos próprios indígenas desde 1980, como trançados dos indígenas Xyhcaprô Krahô, Jacalo Kuikuro e Julia Macuxi, bem como as de plumárias, de Talukumã Kalapalo e Arrula Waurá e a grande coleção de cerâmica de Quitéria Pankararu.
O repositório utiliza o software-livre Tainacan para a gestão de todo o acervo, desenvolvido pelo Laboratório de Políticas Públicas Participativas (L3P) e implementado em parceria com servidores do Museu do Índio.
A construção do acervo representa um grande passo para o setor etnográfico brasileiro, entregando para a sociedade valiosas informações sobre a produção e utilização dos objetos indígenas reunidos pelo museu desde 1947, e também permitindo o acesso do repositório para toda a internet.

## Sociedade Amigos do Museu do Índio

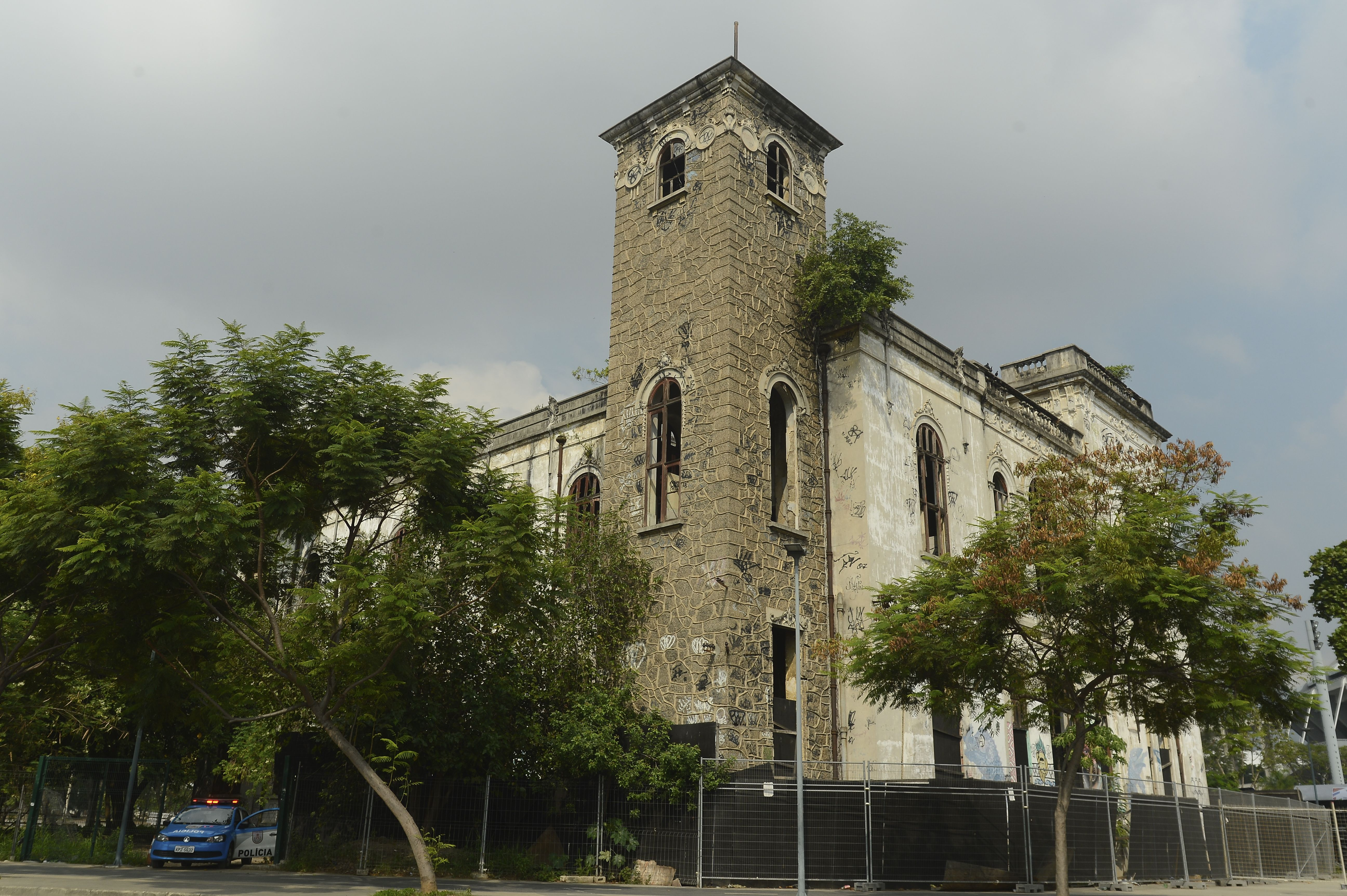
Prédio do antigo Museu do Índio, ao lado do Maracanã.

Uma entidade sem fins lucrativos com o objetivo de manter a articulação entre o museu e a sociedade civil, a Sociedade Amigos do Museu do Índio desenvolve projetos voltados para a divulgação das culturas indígenas brasileiras; para a aquisição e conservação de acervos, com a intenção de preservar as tradições culturais indígenas e a promoção de cursos, seminários e outros eventos socioculturais.
Pessoas físicas e jurídicas que se proponham a ajudar a sociedade podem ser associar em três categorias: sócios-beneméritos, sócios-contribuintes e sócios-mirins. A sociedade está aberta a novos sócios.
Tem como preocupação valorizar o seu quadro com pessoas que possam contribuir com ideias, sugestões e ações que venham dinamizar e garantir apoio às atividades de caráter científico e cultural do Museu do Índio, além de divulgar uma imagem correta, atualizada e sem preconceitos sobre as populações indígenas.

## Loja Artíndia
O museu também conta com uma das sete Lojas Artíndias, do Departamento de Artesanato da Fundação Nacional do Índio, que são mantidas pelo Programa Artíndia. Nessas lojas, são vendidas peças artesanais adquiridas diretamente das comunidades índigenas, o que garante uma fonte de recursos e as incentiva à manutenção de padrões de sua cultura. Além dessas peças, a loja conta com livros, camisetas, CDs e CD-ROMs temáticos.

## Localização
O museu localiza-se na Rua das Palmeiras, número 55, no bairro de Botafogo, na cidade do Rio de Janeiro. Não possui estacionamento para visitantes, somente para funcionários e sócios-beneméritos da Sociedade Amigos do Museu do Índio.